# CART World Series 1984
CART World Series 1984 vanns av Mario Andretti.

## Delsegrare
| Datum        | Bana             | Vinnare        |
| ------------ | ---------------- | -------------- |
| 1 april      | Long Beach       | Mario Andretti |
| 15 april     | Phoenix          | Tom Sneva      |
| 27 maj       | Indianapolis 500 | Rick Mears     |
| 3 juni       | Milwaukee        | Tom Sneva      |
| 17 juni      | Portland         | Al Unser Jr.   |
| 1 juli       | Meadowlands      | Mario Andretti |
| 8 juli       | Cleveland        | Danny Sullivan |
| 22 juli      | Michigan 500     | Mario Andretti |
| 5 augusti    | Road America     | Mario Andretti |
| 19 augusti   | Pocono           | Danny Sullivan |
| 2 september  | Mid-Ohio         | Mario Andretti |
| 9 september  | Sanair           | Danny Sullivan |
| 24 september | Michigan         | Mario Andretti |
| 14 oktober   | Phoenix          | Bobby Rahal    |
| 21 oktober   | Laguna Seca      | Bobby Rahal    |
| 11 november  | Caesars Palace   | Tom Sneva      |

## Slutställning
| Plats | Förare           | Poäng |
| ----- | ---------------- | ----- |
| 1     | Mario Andretti   | 176   |
| 2     | Tom Sneva        | 159   |
| 3     | Bobby Rahal      | 137   |
| 4     | Danny Sullivan   | 110   |
| 5     | Rick Mears       | 110   |
| 6     | Al Unser Jr.     | 103   |
| 7     | Michael Andretti | 102   |
| 8     | Geoff Brabham    | 87    |
| 9     | Al Unser         | 76    |
| 10    | Danny Ongais     | 53    |